# Wilhelm Burgdorf
Wilhelm Burgdorf (Fürstenwalde/Spree, 15 februari 1895 - Berlijn, 2 mei 1945) was een Duitse officier en General der Infanterie in de Tweede Wereldoorlog. Hij was de chef-adjudant van het Oberkommando der Wehrmacht bij Hitler.

## Leven
Wilhelm Burgdorf werd op 15 februari 1895 in Fürstenwalde (Spree) geboren. Hij was de zoon van pastoor Burgdorf, de oprichter en directeur van het Samariteranstalt in Fürstenwalde-Ketschendorf.

### Eerste Wereldoorlog
Na het behalen zijn Abitur trad Burgdorf na het uitbreken van de Eerste Wereldoorlog in dienst van het Pruisische leger. Hij werd op 3 augustus 1914 bij het Grenadier-Regiment „Prinz Carl von Preußen“ (2. Brandenburgisches) Nr. 12 geplaatst. Vanaf 25 september 1914 werd Burgdorf aan het front ingezet, en werd op 18 april 1915 tot Leutnant bevorderd. Van 24 oktober tot 23 juni 1917 was hij als adjudant van een Fuseliersbataljon ingezet, en werd verder tot regimentsadjudant bevorderd.

### Interbellum
Na het einde van de oorlog en de demobilisatie van zijn regiment in het vaderland, was Burgdorf van midden februari tot midden mei 1919 in het vrijkorps actief. Na het vrijkorps werd hij in de voorlopige Reichswehr overgenomen. Op 1 januari 1921 werd hij in het 8. (Preußisches) Infanterie-Regiment geplaatst. In het infanterieregiment werd hij Zugführer (pelotonscommandant), en op 1 juni 1925 tot Oberleutnant en op 1 februari 1930 tot Hauptmann bevorderd.

## Tweede Wereldoorlog
Van mei 1940 tot 5 april 1942 was Burgdorf commandant van het 529e Infanterieregiment. Aansluitend werd hij in het Führerreserve geplaatst. Vanaf 1 mei 1942 werd hij als plaatsvervanger van Generalmajor Viktor Linnarz in het Heerespersonalamt van het Oberkommando des Heeres benoemd. Na de dood van General der Infanterie Rudolf Schmundt na de mislukte aanslag op Hitler, werd Burgdorf tot hoofd van het Heerespersonalamt benoemd. Tevens werd hij bevorderd tot chef-adjudant van Adolf Hitler. Beide functies beoefende hij tot aan het eind van de oorlog.
Hij beleefde de laatste dagen van de Tweede Wereldoorlog vanuit de Führerbunker, waar hij kort na de zelfmoord van Adolf Hitler de hand aan zichzelf sloeg.
Wilhelm Burgdorf speelde een belangrijke rol in de dood van de populaire Duitse generaal Erwin Rommel die ervan verdacht werd achter de mislukte aanslag op Adolf Hitler te zitten. Generalfeldmarschall Wilhelm Keitel besefte dat een proces tegen Rommel voor de nodige opschudding zou zorgen en stuurde Burgdorf samen met generaal Ernst Maisel richting Rommel om hem ervan te overtuigen dat zelfmoord voor hem de beste optie was. Rommels familie zou dan verder met rust gelaten worden en hij zou een staatsbegrafenis krijgen. Een kwartier nadat Rommel en Burgdorf samen in een auto wegreden werd de vrouw van Rommel gebeld dat haar man was overleden. Burgdorf was samen met Joseph Goebbels, Hans Krebs, en Martin Bormann getuige en ondertekenaar van het testament van Adolf Hitler.
Burgdorf pleegde op 2 mei 1945 samen met generaal Hans Krebs zelfmoord in de Führerbunker. Zijn lichaam werd gevonden door Rochus Misch.

## Militaire loopbaan
- Fahnenjunker: 3 augustus 1914[2]
- Fahnenjunker-Unteroffizier: 24 december 1914[6]
- Fähnrich: 31 januari 1915[6]
- Offiziers-Stellvertreter: 2 april 1915[6]
- Leutnant: 18 april 1915[6] (benoemingsakte (Patent) vanaf 22 november 1913, Patent gecorrigeerd naar 1 september 1915)[2]
- Oberleutnant: 1 juni 1925[6]
- Hauptmann: 1 februari 1930[6]
- Major: 1 november 1935[6]
- Oberstleutnant: 1 augustus 1938[2][4][6]
- Oberst: 14 september 1940[6] - 1 september 1940[2][3][4]
- Generalmajor: 1 oktober 1942[2][3][4][6]
- Generalleutnant: 8 oktober 1943[4][6]
- General der Infanterie: 9 november 1944[2][6] - 1 april 1945[4]

## Decoraties
Selectie:
- Ridderkruis van het IJzeren Kruis op 29 september 1941 als Oberst en Commandant van het Infanterie-Regiment 529 / 299. Infanterie-Division[2][3][6][7][8][9][10]
- IJzeren Kruis, 1e Klasse[2][3] (24 augustus 1916)[6] en 2e Klasse[2][3] (24 januari 1915)[6]
- Herhalingsgesp bij IJzeren Kruis 1939, 1e Klasse en 2e Klasse[2][3]
- Ridderkruis in de Huisorde van Hohenzollern met Zwaarden[2][9] op 27 augustus 1917
- Herhalingsgesp bij IJzeren Kruis 1939, 1e Klasse (17 juni 1940)[6] en 2e Klasse (15 juni 1940)[6][9]
- Dienstonderscheiding van Leger en Marine voor (25 dienstjaren)op 2 oktober 1936[6][9]